# Darrell Pace
Darrell Owen Pace (* 23. Oktober 1956 in Cincinnati, Ohio) ist ein ehemaliger US-amerikanischer Bogenschütze und zweifacher Olympiasieger.
Mit 13 kaufte sich Pace seinen ersten Bogen mit einem Gutschein, der eine gratis Unterrichtsstunde beinhaltete. Er fand Gefallen am Sport und nahm weiterhin Unterricht. Mit 16 wurde er das jüngste Mitglied des US-Nationalteams und nahm im gleichen Jahr an seinen ersten Weltmeisterschaften teil, bei denen er dreiundzwanzigster wurde. Von 1973 bis 1976 gewann er vier Mal in Reihe die nationalen Meisterschaften, weitere Siege folgten 1978 und 1980. 1975 gewann er erstmals die Weltmeisterschaft, ein zweites Mal 1979. 1983 wurde er hinter Richard McKinney Zweiter.
1976 nahm Pace erstmals an den Olympischen Spielen in Montreal teil, wo er seine erste Goldmedaille gewann. Er war auch für die darauffolgenden Spiele in Moskau wieder aufgestellt. Da die USA diese aber boykottierten, konnte er nicht daran teilnehmen. Der Finne Tomi Poikolainen gewann bei den Spielen in Moskau. Bei den Olympischen Sommerspielen 1984 in Los Angeles holte er seine zweite Goldmedaille. 1988 wurde er bei dem Einzelwettbewerb nur Neunter, konnte jedoch in der Mannschaft mit Richard McKinney und Jay Barrs die Silbermedaille gewinnen.
2004 wurde er zum Präsidenten des Board of Governors (BOG) der National Archery Association (NAA) ernannt.
In Hamilton im US-Bundesstaat Ohio ist ein Park nach ihm benannt, wobei eine Plakette auf ihn und seine Erfolge hinweist. Im Jahre 2015 wurde er in die Archery Hall of Fame aufgenommen.